# Gobernador Echagüe
Gobernador Echagüe é uma junta de governo da província de Entre Ríos, na Argentina.